# Вулька-Єжевська
Вулька-Єжевська (пол. Wólka Jeżewska) — село в Польщі, у гміні Тарчин Пясечинського повіту Мазовецького воєводства.
Населення — 32 особи (2011).
У 1975-1998 роках село належало до Варшавського воєводства.

## Демографія
Демографічна структура станом на 31 березня 2011 року:
|          | Загалом | Допрацездатний вік | Працездатний вік | Постпрацездатний вік |
| -------- | ------- | ------------------ | ---------------- | -------------------- |
| Чоловіки | 21      | 5                  | 14               | 2                    |
| Жінки    | 11      | 1                  | 6                | 4                    |
| Разом    | 32      | 6                  | 20               | 6                    |